# Авиамоторная (станция метро, Большая кольцевая линия)
«Авиамото́рная» — станция Московского метрополитена на Большой кольцевой линии. Расположена в районах Соколиная Гора (ВАО) и Лефортово (ЮВАО) вдоль проезда Энтузиастов. Открытие состоялось 27 марта 2020 года в составе участка «Лефортово» — «Косино». С момента открытия и до 16 февраля 2023 года станция функционировала в составе Некрасовской линии. Пересадочная с одноимённой станцией на Калининской линии.

## Проектирование
Первый проект строительства хордовой линии с пересадочным узлом на станции «Авиамоторная» появился в 1985 году. Этот проект неоднократно корректировался.
В феврале 2011 года было объявлено о планах строительства новой Кожуховской линии от «Авиамоторной». Согласно первоначальному проекту, предполагалось сделать «Авиамоторную» станцией глубокого заложения. В ноябре 2011 года планы были скорректированы, и было решено построить станцию мелкого заложения. Также планировалось, что станция «Авиамоторная» войдёт в состав транспортно-пересадочного узла.
В апреле 2012 года было заявлено, что Кожуховская линия (в 2018 получившая название Некрасовская линия) может быть продлена от «Авиамоторной» в центр города. Позже было решено, что станция будет построена в составе Некрасовской линии, а затем будет передана в состав Большой кольцевой линии.

## Строительство
- 2016 год — освобождение площадки под строительство станции и транспортно-пересадочного узла, закрытие и снос Лефортовского рынка[10].
- В феврале 2017 года началось строительство северного вестибюля[11].
- В середине сентября 2017 года начата проходка левого перегонного тоннеля между станциями «Лефортово» и «Авиамоторная»[12]. Проходка правого перегонного тоннеля от станции «Лефортово» в сторону «Авиамоторной» началась в середине октября 2017 года[13].
- 31 июля 2018 года завершена проходка правого перегонного тоннеля от станции «Лефортово» до «Авиамоторной»[14][15]. Проходка левого перегонного тоннеля завершилась 8 августа 2018 года.
- 4 сентября 2018 года. Завершена проходка левого перегонного тоннеля от «Авиамоторной» до «Нижегородской».
- 14 сентября 2018 года. Завершена проходка правого перегонного тоннеля от «Авиамоторной» до «Нижегородской».
- 15 октября 2018 года. Началась проходка правого перегонного тоннеля от площадки 25.3 до «Авиамоторной»[16]. Проходка левого перегонного тоннеля стартовала 16 ноября 2018 года.
- 1 апреля 2019 года. Специалисты приступили к сооружению наклонного тоннеля для эскалаторов на станции[17].
- 13 июня 2019 года. Завершилась проходка правого перегонного тоннеля между станциями «Нижегородская» и «Авиамоторная»[18].
- 25 июля 2019 года. Началась отделка платформы станции «Авиамоторная», параллельно на путевых стенах монтируют подсистемы для алюминиевых реечных панелей. Основные конструкции станции готовы на 77 %. Продолжаются гидроизоляционные работы и монтаж эскалаторов в южном вестибюле. В перегонных тоннелях к станции «Лефортово» смонтирован ходовой рельс[19].
- 19 декабря 2019 года — пройдена проверка станции и прилегающих тоннелей на габарит[20].
- 23 декабря 2019 года: технический поезд проехал от станции «Авиамоторная» до станции «Лефортово» Большой кольцевой линии (БКЛ)[21].
- 27 марта 2020 года — станция открыта для пассажиров.
- 30 декабря 2024 года — открытие перехода на станцию «Авиамоторная» Калининской линии и северного выхода в город (к Авиамоторной улице)[22].

## Расположение и вестибюли
Станция находится в месте, которое ранее занимали Лефортовский рынок и тяговая электроподстанция.
На станции функционируют два вестибюля. Южный вестибюль расположен на месте бывшей трамвайной конечной станции «Проезд Энтузиастов» и связан со станцией четырьмя эскалаторами. Северный вестибюль (был открыт 30 декабря 2024 года) связан со станцией перпендикулярным подходным коридором под путями железной дороги и четырьмя эскалаторами и имеет выход к перекрёстку Авиамоторной и Красноказарменной улиц.
На базе станции сооружён транспортно-пересадочный узел. В него входят две станции метро, железнодорожная платформа «Авиамоторная» Казанского и Рязанского направлений Московской железной дороги, а также остановки городского общественного транспорта. Ввод технологической части ТПУ в эксплуатацию был запланирован одновременно с открытием станции, коммерческой части ТПУ — позднее. В последнюю войдёт 10-15 этажная застройка с офисами и апартаментами, а также 10 тыс. м² торговых площадей, которые будут представлять собой современную альтернативу находившемуся здесь ранее рынку.

### Переход на Калининскую линию
После открытия станции несколько лет переход на одноимённую станцию Калининской линии осуществлялся через наземный пешеходный переход по Дангауэровскому путепроводу. Расстояние между вестибюлями около 350 метров. Открытие подземного перехода состоялось 30 декабря 2024 года.

## Архитектура и оформление
Конструкция станции — колонная трёхпролётная мелкого заложения. Архитектурно-художественное решение посвящено авиационной тематике и соответствует названию станции. Путевые стены выполнены из нержавеющей стали, пол — из натурального камня, а потолок — из алюминия. В оформлении станции преобладают серые, чёрные и белые тона. Колонны и светильники на платформе повторяют форму деталей самолёта, а потолки из реечных панелей в вестибюле создают ощущение воздушных потоков. На потолке изображён облачный шлейф, который оставляет пролетевший авиалайнер. След от самолёта имитирует и множество светодиодных и неоновых светильников из алюминия.
На станции работают три эскалатора и лифт. После ввода в эксплуатацию второго вестибюля и перехода на станцию «Авиамоторная» Калининской линии, заработали ещё шесть эскалаторов и четыре лифта. Переход на Калининскую линию расположен в центре зала.

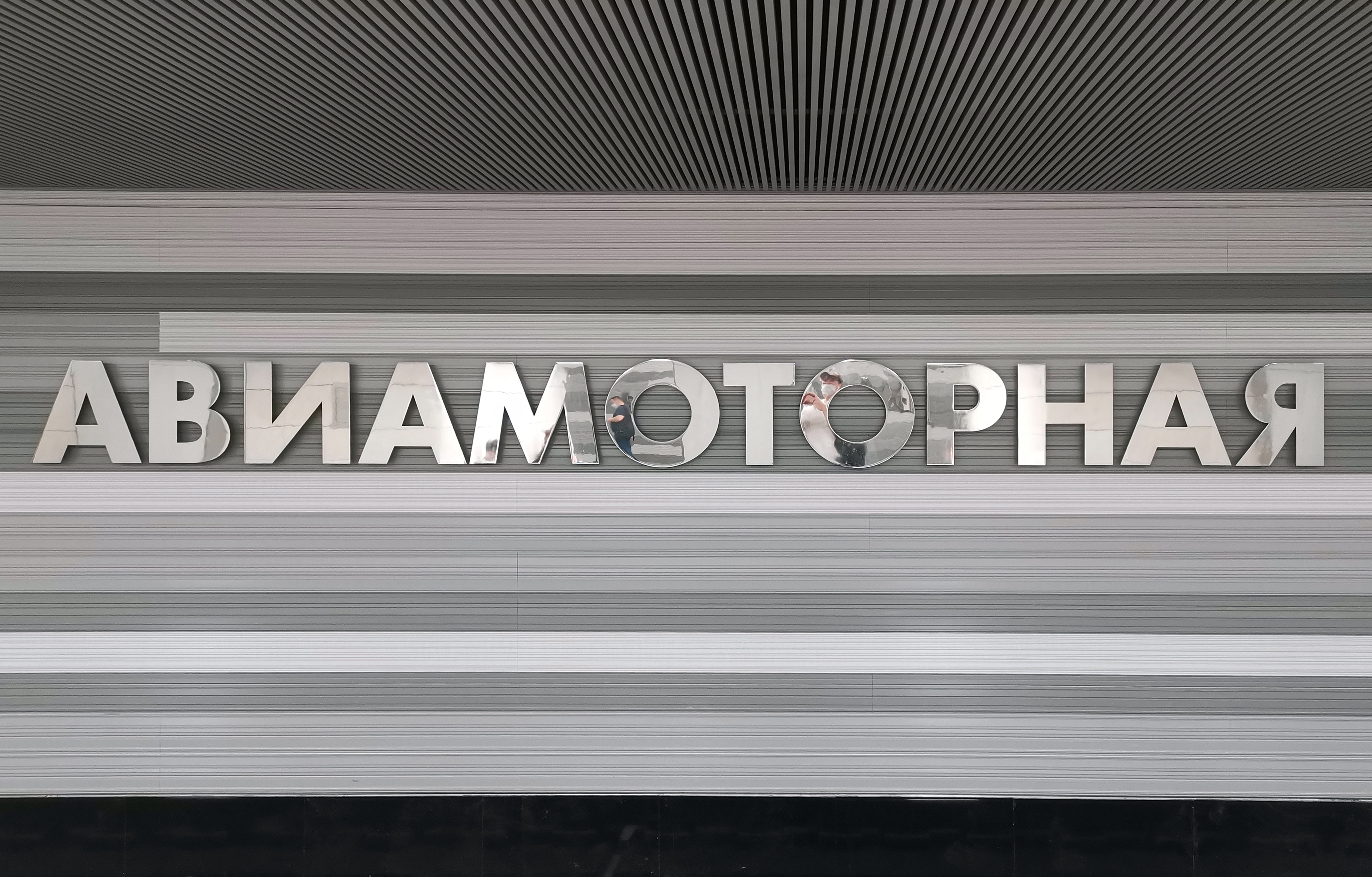
Название станции на путевой стене
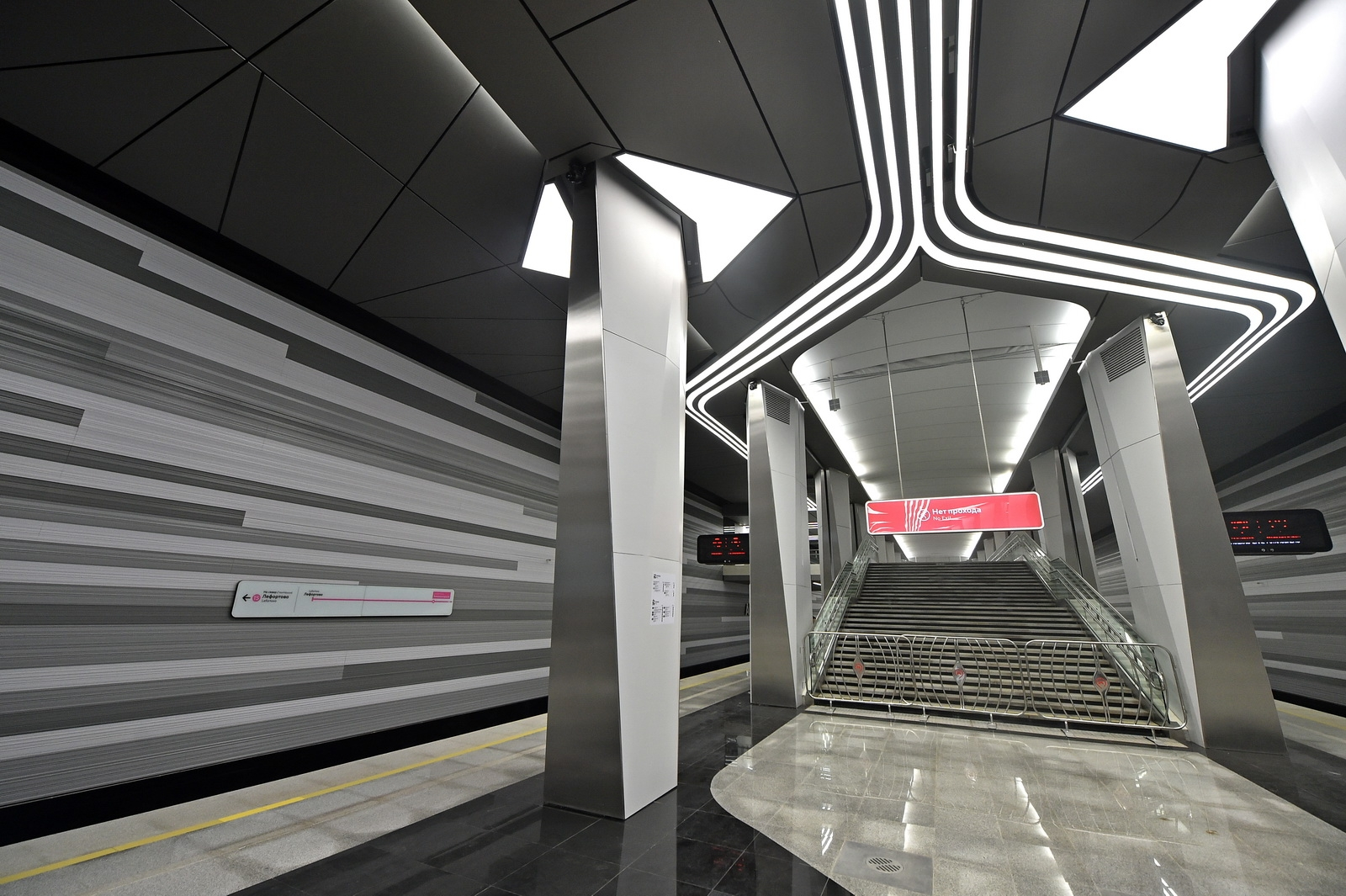
Лестница подземного перехода на станцию Калининской линии
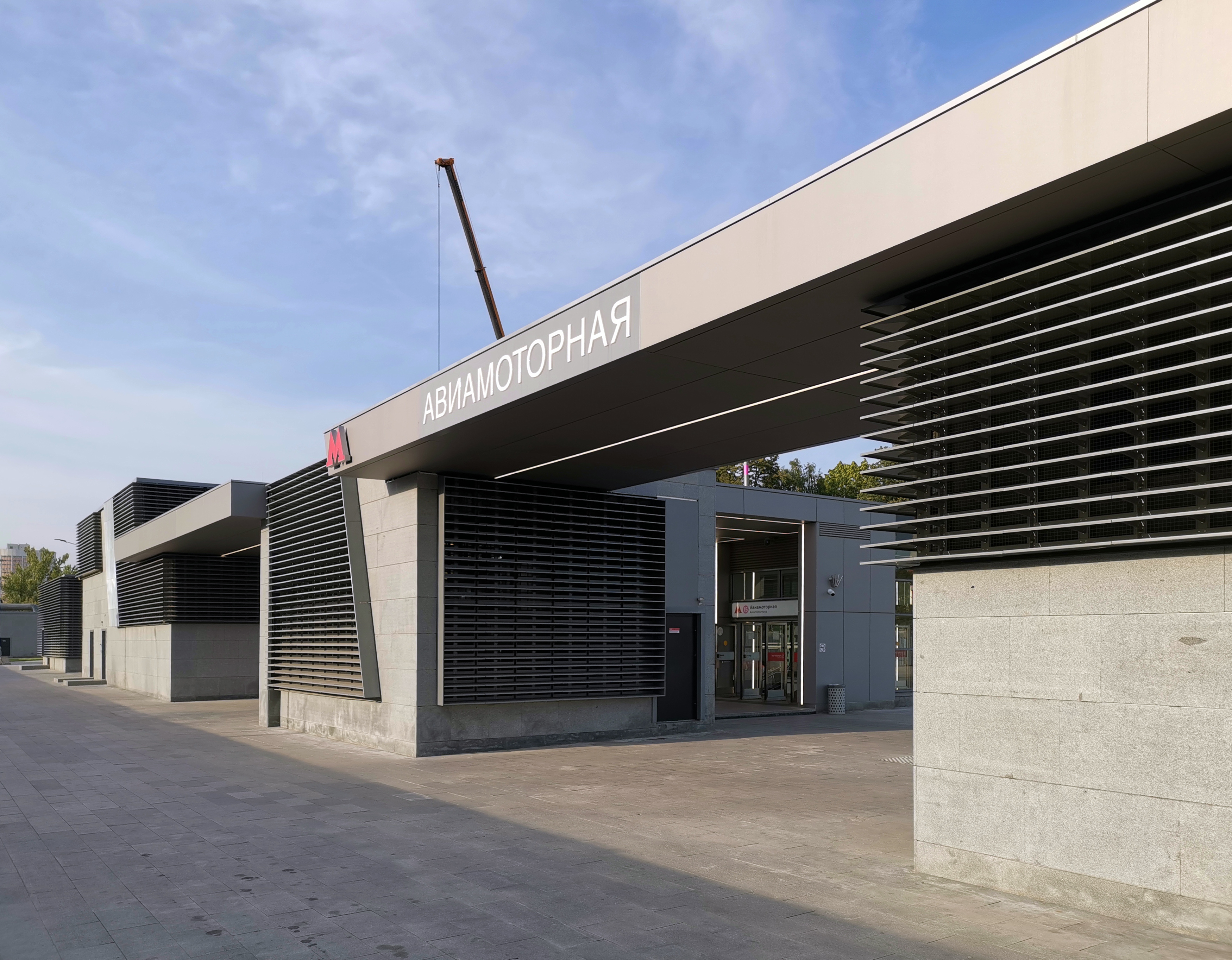
Уличный павильон
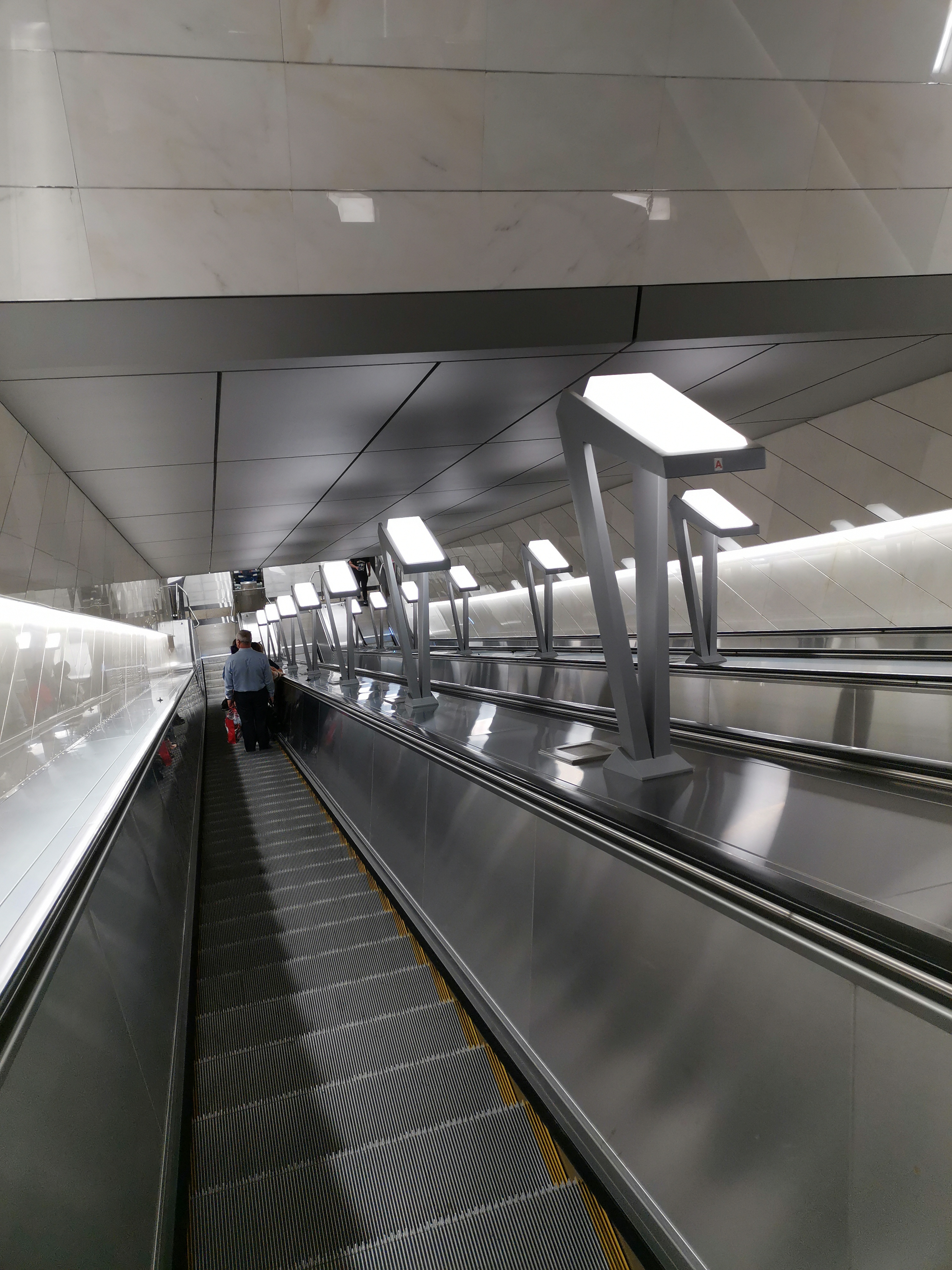
Эскалаторы
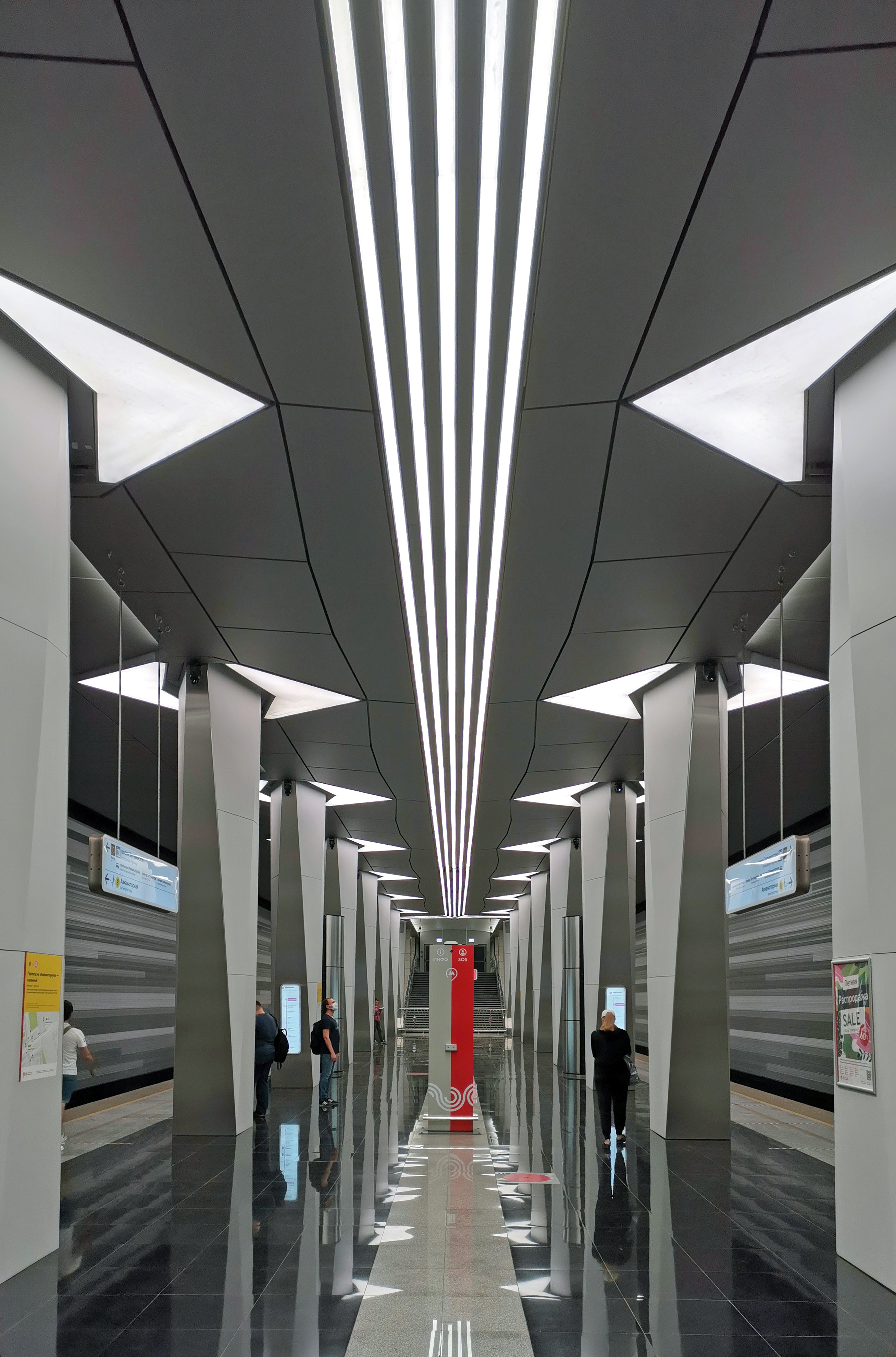
Платформа

## Наземный общественный транспорт
На этой станции можно пересесть на следующие маршруты городского пассажирского транспорта:
- Автобусы: м6, 125, 624, с636, с679, 690, 695, 805, т53, н4
- Трамваи: 2, 12, 32, 37, 38, 46, 50